# Voljevci
Voljevci (Servisch cyrillisch Вољевци) is een plaats in de Servische gemeente Mali Zvornik. De plaats telt 719 inwoners (2002).